# Melissa (botanica)
Melissa L., 1754 è un genere di piante Spermatofite Dicotiledoni appartenenti alla famiglia delle Lamiaceae, dall'aspetto di piccole erbe aromatiche dal tipico fiore labiato.

## Etimologia
Il nome del genere deriva dal greco e secondo la mitologia fa riferimento ad una ninfa che avrebbe inventato l'arte dell'apicoltura.. Joseph Pitton de Tournefort (Aix-en-Provence, 5 giugno 1656 – Parigi, 28 dicembre 1708), un botanico francese, è stato il primo a nominare queste piante ("melissa" in greco è l'ape).
Il nome scientifico è stato definito da Linneo (1707 – 1778), conosciuto anche come Carl von Linné, biologo e scrittore svedese considerato il padre della moderna classificazione scientifica degli organismi viventi, nella pubblicazione "Genera Plantarum ed. 5 - 1754" del 1754.

## Descrizione
Le piante di questo genere hanno un portamento erbaceo perenne. Sono più o meno rizomatose e aromatiche.

### Radici
Le radici sono secondarie da rizoma. 

### Fusto
La parte aerea del fusto è eretta e ramosa. I fusti sono a sezione quadrangolare (a causa della presenza di fasci di collenchima posti nei quattro vertici). 

### Foglie
La disposizione delle foglie lungo il fusto è opposta a 2 a 2 e ogni coppia è disposta a 90° rispetto a quella sottostante. Sono picciolate con lamina a forma ovata. I margini sono provvisti di alcuni denti arrotondati per lato. La superficie è sparsamente pelosa. La consistenza delle foglie è lievemente membranosa, sono inoltre cosparse di cellule oleifere.

### Infiorescenza
Le infiorescenze è formata da verticillastri più o meno distanziati composti da 2 - 16 fiori peduncolati all'ascella di foglie normali. I fiori, a volte unilaterali, sono sottesi da bratteole a forma lanceolata, contorno intero e portamento patente.

### Fiore
I fiori sono ermafroditi, zigomorfi, tetraciclici (con i quattro verticilli fondamentali delle Angiosperme: calice– corolla – androceo – gineceo) e pentameri (ogni verticillo ha 5 elementi). Il pedicello fiorale a volte è incurvato.
- Formula fiorale. Per la famiglia di queste piante viene indicata la seguente formula fiorale:

X, K (5), [C (2+3), A 2+2] G (2), supero, 4 nucule
- Calice: il calice ha una forma tubuloso-campanulata, è gamosepalo ed è zigomorfo, ossia le fauci terminano in modo bilabiato con cinque lobi con una struttura 2/3. Il calice è percorso da 13 nervature longitudinali.
- Corolla: la corolla è bilabiata, ossia gamopetala con struttura 2/3, inoltre la corolla è zigomorfa. Il labbro superiore è formato da due lobi lievemente ripiegati all'insù e ravvicinati; il labbro inferiore, più grande di quello superiore, è formato da tre lobi (quello centrale è più grande di tutti ed è concavo). All'interno il tubo corollino è privo dell'anello di peli caratteristico delle labiate; il tubo inoltre è dilatato verso la gola. Il colore è giallastro, bianco, rossastro o rosa.
- Androceo: gli stami sono quattro (un quinto stame è atrofizzato) e tutti fertili e con filamenti paralleli (non convergenti) e sporgono dal tubo corollino. Gli stami sono didinami: i due posteriori sono più lunghi di quelli anteriori e sono avvicinati alla parte superiore della corolla. Le teche sono divergenti (confluiscono alla base). I granuli pollinici sono del tipo tricolpato o esacolpato.
- Gineceo: l'ovario è supero (o semi-infero) formato da due carpelli saldati (ovario bicarpellare) ed è 4-loculare per la presenza di falsi setti divisori all'interno dei due carpelli. La placentazione è assile. Gli ovuli sono 4 (uno per ogni presunto loculo), hanno un tegumento e sono tenuinucellati (con la nocella, stadio primordiale dell'ovulo, ridotta a poche cellule).[13]. Lo stilo inserito alla base dell'ovario (stilo ginobasico) è del tipo filiforme e più o meno lungo come gli stami. Lo stigma è bifido con lobi subuguali. Il nettario è un disco (a 4 lobi) alla base e intorno all'ovario più sviluppato anteriormente e ricco di nettare.

### Frutti
Il frutto è un tetrachenio (composto da quattro nucule) racchiuso nel calice persistente. La forma è più o meno ovoidale. I semi sono sprovvisti di endosperma.

## Riproduzione
- Impollinazione: l'impollinazione avviene tramite insetti tipo ditteri e imenotteri, raramente lepidotteri (impollinazione entomogama).[8][14] I fiori sono apprezzati specialmente dalle api.
- Riproduzione: la fecondazione avviene fondamentalmente tramite l'impollinazione dei fiori (vedi sopra).
- Dispersione: i semi cadendo a terra (dopo essere stati trasportati per alcuni metri dal vento – disseminazione anemocora) sono successivamente dispersi soprattutto da insetti tipo formiche (disseminazione mirmecoria).

## Distribuzione e habitat
L'habitat tipico per queste piante sono le zone boscose. La distribuzione è eurasiatica.

## Tassonomia
La famiglia di appartenenza della specie (Lamiaceae), molto numerosa con circa 250 generi e quasi 7000 specie, ha il principale centro di differenziazione nel bacino del Mediterraneo e sono piante per lo più xerofile (in Brasile sono presenti anche specie arboree). Per la presenza di sostanze aromatiche, molte specie di questa famiglia sono usate in cucina come condimento, in profumeria, liquoreria e farmacia. La famiglia è suddivisa in 7 sottofamiglie: il genere Melissa è descritto nella tribù Mentheae (sottotribù Salviinae) appartenente alla sottofamiglia Nepetoideae. Nelle classificazioni più vecchie la famiglia Lamiaceae viene chiamata Labiatae.
Il numero cromosomico delle specie del genere è: 2n = 32, 34 e 64.

### Elenco delle specie
Per questo genere sono classificate 4 specie:
- Melissa axillaris (Benth.) Bakh.f., 1965
- Melissa flava  Benth., 1830
- Melissa officinalis  L., 1754
- Melissa yunnanensis  C.Y.Wu & Y.C.Huang, 1965

Sul territorio italiano è presente solamente la specie M. officinalis.